# Oxalis flagellata
Oxalis flagellata är en harsyreväxtart som först beskrevs av Henry Hurd Rusby, och fick sitt nu gällande namn av A. Lourteig. Oxalis flagellata ingår i släktet oxalisar, och familjen harsyreväxter. Inga underarter finns listade i Catalogue of Life.